# Herrenhaus Rustenhof
Das Herrenhaus Rustenhof ist ein leicht exponiert über dem Tal gelegener Adelssitz 2 km östlich des Ortsteils Istrup der Stadt Brakel im Kreis Höxter in Nordrhein-Westfalen.

## Geschichte
In der historischen Überlieferung wird der Adelssitz erstmals 1372 genannt, als der Ritter Hermann von Brakel mit Zustimmung der Äbtissin des Stifts Heerse ihn seiner Frau als Witwengut überschrieb. Fortan gehörte er zu den Leibzuchtgütern der Herrschaft Hinnenburg, die im Erbgang von den Herren von Brakel an die von der Asseburg gelangte. Die weitere Geschichte der Anlage ist erst unzureichend untersucht worden. Im Zweiten Weltkrieg wurde das Anwesen an die auf Haus Merlsheim lebende "Familie von und zur Mühlen" veräußert.

## Beschreibung
Das Herrenhaus weist über einem hohen Sockelgeschoss nur einen weiteren Stock auf. Wie ein Aborterker vermuten lässt, stecken in ihm wohl noch Reste älterer Vorgängerbauten. Der Bruchsteinbau weist ein Walmdach auf. Eine Allee führt zu der höher gelegenen Bartholomäuskapelle, die über dem Portal die Jahreszahl 1723 aufweist. 